# Độ hiện của gen

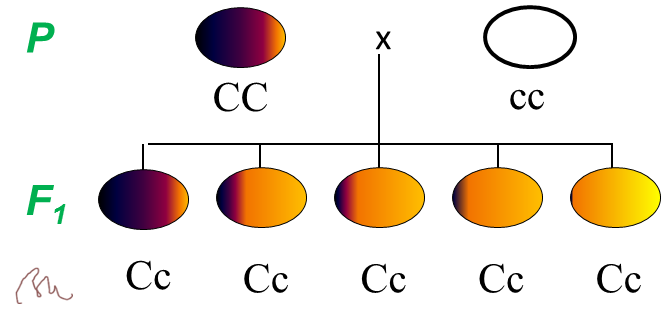
F_{1} có kiểu gen như nhau, nhưng độ biểu hiện màu khác nhau.

Độ hiện của gen là mức độ biểu hiện ra kiểu hình của một gen xác định, khi gen đó đã thấm hoàn toàn., , 

## Minh hoạ khái niệm
- Ví dụ 1: Màu hạt của một loài cây giả định do alen trội hoàn toàn C (color) quy định, phép lai P = CC x cc sinh ra 100% số cá thể F1 đều là thể dị hợp Cc, đều có màu nhưng sắc của các hạt F1 không biểu hiện ở mức độ giống nhau hoàn toàn: có hạt sẫm, có hạt màu nhạt (xem hình minh hoạ).[4]
- Ví dụ 2: Ở một nòi chó, alen SP quy định những đốm màu trên bộ lông, nhưng các cá thể cùng một kiểu gen lại có tới 10 dạng đốm lông khác nhau về kích thước mỗi đốm (khoang) như kết quả nghiên cứu của Giorgio Schreiber từ năm 1930 ("Di truyền màu lông ở chó" - Tạp chí Heredity 9, 1930).[5]
- Ví dụ 3: Sự cảm nhận được vị đắng của chất phenylthiocarbamide (PTC) ở người do 1 gen xác định. Tuy nhiên, có người mang alen này chỉ nhận thấy chất PTC là đắng khi nếm thử dung dịch có nồng độ PTC là 1.300 mg/l, còn có những người đã nhận thấy PTC rất đắng ở nồng độ thấp hơn tới 8000 lần (0,16 mg/l).[3]

## Nội dung khái niệm
- Thuật ngữ này trong tiếng Anh gọi là: expressivity, đã được dịch là "độ hiện" hoặc "độ biểu hiện".[3], [6] Thuật ngữ này được cho là đề xuất  của nhà Di truyền học Nga Никола́й Влади́мирович Тимофе́ев-Ресо́вский (tiếng Việt: /ti-mô-phê-ep rê-xôp-ski/) vào những năm 1925 - 1930.[3]
- Để phân biệt với nhiều khái niệm cùng có tên "độ hiện" có thể gặp ở các ngành khoa học, kĩ thuật khác, thì khái niệm này thường ghi đầy đủ như trong tiếng Anh là "expressivity genetics", hay trong tiếng Pháp là "génétique expressivité"... đã được dịch là độ hiện gen hoặc độ biểu hiện của gen. Khái niệm này thường được gọi tắt là độ hiện.
- Như vậy, trong trường hợp này, kiểu gen của sinh vật chỉ tạo ra "tiềm năng" biểu hiện tính trạng, còn mức độ biểu hiện tiềm năng mà sinh vật đó có ra kiểu hình như thế nào còn phụ thuộc vào độ hiện nói trên, đồng thời, kết quả biểu hiện này còn phụ thuộc vào tác động của môi trường.[7]

## Chú ý
- Độ hiện của gen không phải là mức phản ứng,[8] mặc dù nó thường liên quan đến tác động của ngoại cảnh.
- Có tính trạng có độ hiện ổn định suốt đời, như màu mắt và nhóm máu ở người.[3] Ngược lại, có tính trạng có độ hiện thay đổi trong đời cá thể.
- Độ hiện của gen có thể đo được trong các trường hợp cần thiết. Trong di truyền y học, độ hiện của một bệnh di truyền là các biểu hiện lâm sàng của người bị bệnh (nói nôm na là bệnh nhẹ hay nặng) và có thể đo được qua các chỉ tiêu y học. Ví dụ như một kiểu gen có liên quan đến sự phát triển của suy tim, thì độ hiện được biểu thị bằng tỉ lệ hiệu suất tim ở người bệnh đó so với người khác. Hoặc ở các ví dụ nói trên (ví dụ 1, 2 và 3) có thể "định tính" bằng cách so sánh. Tuy nhiên các số liệu này chỉ có kết quả tương đối.
- Độ hiện của gen khác với độ thấm của gen, mặc dù chúng thường liên quan với nhau (xem thêm ở trang: độ thấm của gen).
- Độ hiện có liên quan tới bản chất lô-cut gen. Chẳng hạn: các đặc điểm của hội chứng Marfan rất khác nhau, nhưng tất cả những người mắc hội chứng này đều có đột biến trội ở lô-cut gen mã hóa fibrillin 1 (FBN1 gene). Sự khác nhau này do vị trí của đột biến trong gen FBN1 có khác nhau trong chuỗi pôlinuclêôtit của gen.[9]